# Фёдор Васильевич (князь ярославский)

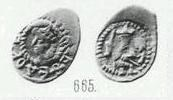
Монета князя Фёдора с его портретом: "На лицевой стороне в центре внутри точечного ободка изображение повёрнутой влево головы с бородой в княжеской шапке, вокруг надпись: «КНЯЗЬ ФЕДОР».

Федор Васильевич — князь ярославский. Сын Василия Васильевича князя ярославского.
Во время своего правления взял (к 1432/1435 году) у Спасо-Каменного монастыря владение Баскач.

## Дети
Сыном Федора Васильевича был Александр Фёдорович Брюхатый — последний правящий Ярославский князь.